# سلفادور فلوريس ريفيرا
سلفادور فلوريس ريفيرا (بالإسبانية: Salvador Flores Rivera)‏ هو ملحن مكسيكي، ولد في 14 يناير 1920 في مدينة مكسيكو في المكسيك، وتوفي بنفس المكان في 5 أغسطس 1987.

## وصلات خارجية
- سلفادور فلوريس ريفيرا على موقع ميوزك برينز (الإنجليزية)
- سلفادور فلوريس ريفيرا على موقع ديسكوغز (الإنجليزية)